# Амритсар
Амритсар (англ. Amritsar, пенджаб. ਅੰਮ੍ਰਿਤਸਰ, гінді अमृतसर — «став амрити») — місто у штаті Пенджаб на північно-заході Індії; населення 1102 тис. (2005; 595 тис. 1981). Священне місто сикхів, його заснував 1577 року Четвертий гуру сикхів Рам Дас. В місті розвинуті текстильна, цукрова промисловість, виробництво килимів. Є університет. Також тут знаходиться головний храм сикхізму — Хармандир-Сахіб («Золотий Храм», XVI–XVIII ст.), у якому зберігається золота книга сикхів Ґрантг Сагіб (Granth Sahib).

## Історія
У 1919 став ареною Амритсарського повстання, коли англійські війська відкрили вогонь по юрбі, що зібралася виступити проти арешту двох лідерів Індійського Національного Конгресу; 379 індійців було вбито (за даними Індійського Національного Конгресу було вбито близько тисячі людей). У 1984 озброєні сикхські сепаратисти були вигнані з Золотого храму індійськими військами генерала Даяла, 325 осіб були убиті. У відповідь на це охоронці-сикхи вбили прем'єр-міністра Індії Індіру Ганді.